# 호시미야 스미레
호시미야 스미레(일본어: 星宮 すみれ)는 일본의 저술가이다.